# Tetraleurodes submarginata
Tetraleurodes submarginata là một loài côn trùng cánh nửa trong họ Aleyrodidae, phân họ Aleyrodinae.
Tetraleurodes submarginata được Dumbleton miêu tả khoa học đầu tiên năm 1961.